# Томина, Ольга Николаевна
Ольга Николаевна Томина (род. 9 июня 1942, Краснобаковский район, Горьковская область) — советская и российская деятельница культуры, художественный руководитель-директор Нижегородской филармонии. Заслуженный деятель искусств Российской Федерации (1996).

## Биография
В 1967 году окончила Горьковскую консерваторию имени Глинки. По распределению была направлена на работу в Горьковскую филармонию (ныне — Нижегородская государственная академическая филармония имени Мстислава Ростроповича). С 1973 года является художественным руководителем филармонии, а с 1983 года — её художественным руководителем-директором.
В 1992 году под её руководством в Нижнем Новгороде учреждён Международный фестиваль искусств имени Сахарова, проводящийся с тех пор раз в два года.
За время работы О. Н. Томиной в качестве директора филармонии были также учреждены фестиваль искусств «Современная музыка», фестиваль «Новые имена», была создана «Филармония школьника», в рамках которой ежегодно проводится более 1000 в центральных залах города, а также выездные циклы для школьников всех возрастов. Были также организованы первые в СССР «Сельские филиалы филармонии» в колхозах Горьковской области.
Под руководством О. Н. Томиной в 1997 году Нижегородская филармония удостоена почётного звания «академической»; в 1998 году филармония стала лауреатом, а в 2000 году — победителем конкурсов «Окно в Россию»; в 2001 признана лауреатом в конкурсе «Лучшая филармония года». В 2010 году Нижегородская филармония была удостоена почетного статуса «Национальное достояние России».
О. Н. Томина добилась в 2004 году присвоения филармонии имени М. Л. Ростроповича.

## Общественная деятельность
Была доверенным лицом кандидата в президенты РФ Владимира Путина в его избирательной кампании в 2000 году.

## Награды
- Почётный гражданин Нижнего Новгорода (1993)[1]
- Заслуженный деятель искусств Российской Федерации (7 июня 1996 года) — за заслуги в области искусства[2]
- Премия города Нижнего Новгорода (1997, 2005, 2016)
- Кавалер Ордена Академических пальм (2001, Франция)
- Премия «Общественное признание» (2005)
- Международная общественная премия «Виват, Маэстро» (2010)
- Орден Почёта (8 февраля 2011 года) — за заслуги в развитии отечественной культуры и искусства, многолетнюю плодотворную деятельность[3]
- Кавалер Ордена Почётного легиона (2013, Франция)[4]
- Орден Нижегородской области «За гражданскую доблесть и честь» III степени (2017)[5] и II степени (2022)[6]
- Почётный гражданин Нижегородской области (2022)
- Именная медаль Фонда мира